# Moutiers-sur-le-Lay
Moutiers-sur-le-Lay település Franciaországban, Vendée megyében. Lakosainak száma 823 fő (2022. január 1.). Moutiers-sur-le-Lay Bessay, Château-Guibert, Mareuil-sur-Lay-Dissais, Les Pineaux és Sainte-Pexine községekkel határos.

## Népesség
A település népességének változása:
| Lakosok száma | 729  | 737  | 758  | 753  | 757  | 761  | 782  | 803  | 823  |
|               | 2013 | 2015 | 2016 | 2017 | 2018 | 2019 | 2020 | 2021 | 2022 |